# Deutsche Binnenreederei
Die Deutsche Binnenreederei GmbH & Co. KG betreibt rund 800 Binnenschiffe. Sie entstand im Jahr 1957 durch die Umbenennung der 1949 gegründeten Deutschen Schiffahrts- und Umschlagsbetriebszentrale (DSU) als volkseigener Betrieb in der DDR und gehört seit Mitte 2020 mehrheitlich zur Rhenus-Gruppe.

## Geschichte

### Vor der Gründung der Deutschen Schiffahrtsunion (DSU)
Zum Ende des Zweiten Weltkrieges befand sich besonders der Osten Deutschlands in einem Zustand schlimmer Zerstörung. Noch während der Kämpfe unternahmen die in den östlichen Gebieten Deutschlands operierenden Binnenschifffahrtsunternehmen alle Anstrengungen, ihre Schiffe in weiter westlich gelegene Gebiete abzusetzen. Sie hofften damit den Kämpfen zu entgehen und auch ihre Schiffsflotten „vor den Russen“ zu retten. Vor allem im Berliner Raum waren die Zerstörungen verheerend, gab es fast keine funktionierende Straßen- und Bahnbrücken mehr. Zur Versorgung der besetzten Gebiete setzte die sowjetische Militärverwaltung in erster Linie auf die Binnenschifffahrt und erließ entsprechende Befehle.
Bis zum Kriegsende 1945 gab es in Berlin noch zahlreiche Reedereien bzw. deren Vertretungen, Genossenschaften und private Schiffseigner. Deren einsatzfähige Flotte wurde durch die sowjetische Besatzungsmacht beschlagnahmt und sortiert auf den Teil, der als Reparationsleistung in die UdSSR zu verbringen war. Diese Einheiten erhielten durch die sowjetischen Beauftragten eine Kennzeichnung durch ein weißes Dreieck mit rotem Stern oder Hammer und Sichel und wurden über die Ostsee in die Sowjetunion geschleppt. Die Besatzungsmacht regierte die von ihnen eingesetzten deutschen Behörden mit Befehlen, über deren Ausführung in der Regel nicht diskutiert werden konnte.
Zur Überführung der Binnenschiffe in staatlichen bzw. volkseigenen Besitz wurde 1946 die Arbeitsgemeinschaft Binnenschiffahrt als Reederei gegründet mit dem Ziel, alle Binnenschiffstransporte im von der Sowjetunion besetzten Gebiet durchzuführen. 1949 erfolgte die Auflösung bzw. Umbenennung in Deutsche Schiffahrts- und Umschlagbetriebe (DSU) und 1956/1957 eine Verzweigung der DSU in mehrere Unternehmen wie den VEB Binnenhäfen, den VEB Deutsche Binnenreederei (DBR), VEB Fahrgastschiffahrt und Reparaturwerft Dresden und andere. Als Gründungstag für die Deutsche Binnenreederei wird der 1. Oktober 1949 angenommen. An diesem Tag wurde die volkseigene Binnenschifffahrt in der sowjetischen Besatzungszone deklariert.
Die VEB Deutsche Binnenreederei Berlin, später nur VEB Binnenreederei Berlin genannt, führte ab dieser Zeit fast alle Binnenschiffstransporte der DDR durch. Ab 1965 wurden erste Erfahrungen mit der Schubschifffahrt gesammelt, zuerst mit dem Schubprahm vom Typ KSP 33 und dem Schubboot vom Typ KSS 190 Z für die Kanalfahrt und bald darauf auch mit den Stromschubschiffen. Damit wurde ein umfangreiches Neubauprogramm von Schubschiffen und Prahmen in Gang gesetzt. Von 1965 bis 1988 wurden insgesamt 139 Schubschiffe und 1331 Prahme abgeliefert. Der VEB Binnenreederei Berlin war Stammbetrieb des zwischen 1980 und 1990 bestehenden Kombinats Binnenschiffahrt und Wasserstraßen.
Die nach der Deutschen Wiedervereinigung unternommenen Privatisierungsbemühungen der Treuhandanstalt, in deren Besitz sich der ehemalige Monopolist der DDR befand, scheiterten. 1990 entstand die Deutsche Binnenreederei (DBR) GmbH, die 1992 in Liquidation ging. Die Mitarbeiterzahl ging von 2800 auf 440 Beschäftigte und 130 Auszubildende zurück, zwei Drittel der Flotte von insgesamt 1042 Einheiten lagen fest. Am 1. Februar 1993 hatte die Treuhandanstalt die DBR mit der verbliebenen Flotte an 22 mittelständische Unternehmen vergeben. So wurde ein Teil unter Anschubfinanzierung des Bundesverbandes der Selbständigen Anfang 1993 als Mittelständische Binnenreederei – und Spedition GmbH von der Treuhand erworben, sie wurde dann zur Deutsche Binnenreederei – Binnenschifffahrt Spedition, Logistik GmbH. Zusammen mit den Elbe-Häfen Dresden, Riesa, Aken und Magdeburg begannen 1995 regelmäßige Containerverkehre mit dem Hamburger Hafen. 1998 wurde das Unternehmen von einer GmbH in eine AG umgewandelt.

### Übernahme durch die Odratrans S.A. 2007
Im April 2007 wurde die Aktienmehrheit durch die polnische Odratrans S.A., später OT Logistics S.A., übernommen. So entstand mit rund 800 Schiffen bzw. Schubeinheiten und einer summierten Tragfähigkeit von rund 400.000 DTW eine der größten Binnenreederei-Gruppen Europas. Ab 2008 wurden auch die Stettiner Spedition Rentrans Cargo, die Spedition C. Hartwig Gdynia S.A., die Breslauer Bahnspedition STK. S.A. sowie die polnischen Ostsee-Häfen Swinemünde, Danzig und Gdingen in die OT-Gruppe eingebunden. Neben den eigentlichen Transporten, Lagerungs- und Umschlagsarbeiten werden auch Wasserbauprojekte und Baumaßnahmen zum Erhalt und Ausbau der Wasserstraßen durchgeführt.
Die Deutsche Binnenreederei AG hatte sich zu einem Transport- und Logistikunternehmen entwickelt, das auf den Binnenwasserstraßen von Zentral- und Westeuropa Transporte von Containern, trockenen Massengütern, Flüssigladungen und von Sonder- und Gefahrgütern durchführt. Unter anderem wurden jährlich etwa 120.000 Tonnen flüssiges Frachtgut und bis zu 162.000 Containereinheiten (TEU) transportiert.
Der Hauptaktionär der Deutschen Binnenreederei AG war in den 2010er Jahren mit rund 81 Prozent die polnische Kapitalgesellschaft OT Logistics S.A., auch das Hamburger Unternehmen Carl Robert Eckelmann hielt Anteile.

### Übernahme durch die Rhenus-Gruppe 2020
Im Mai 2020 reichte Rhenus PartnerShip beim Bundeskartellamt einen Genehmigungsantrag für die Übernahme der Deutschen Binnenreederei ein, dessen Genehmigung am 13. Juli 2020 mitgeteilt wurde. Kurz darauf wurde der Kauf der Mehrheitsanteile durchgeführt. Das Unternehmen soll eigenständig innerhalb der Binnenschiffsgruppe der Rhenus weitergeführt werden.

## Bilder

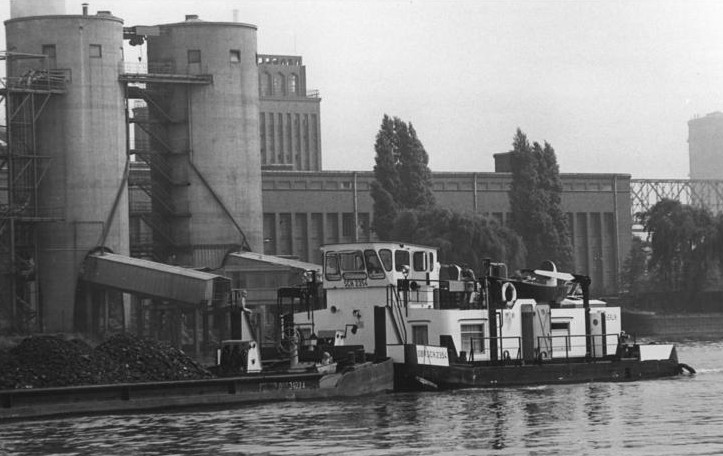
Kanalschubschiff Typ 190 Z (KSS 23)
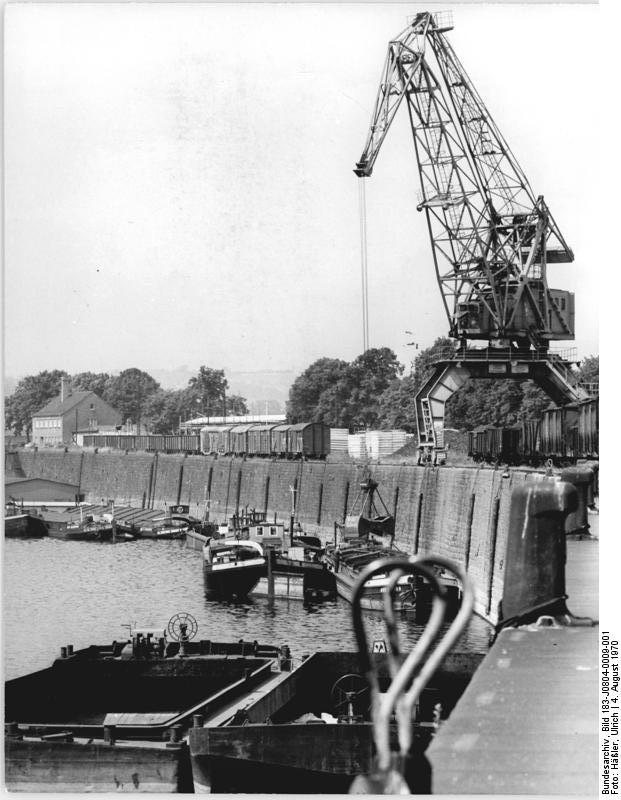
Binnenhafen Dresden bei Niedrigwasser 1970
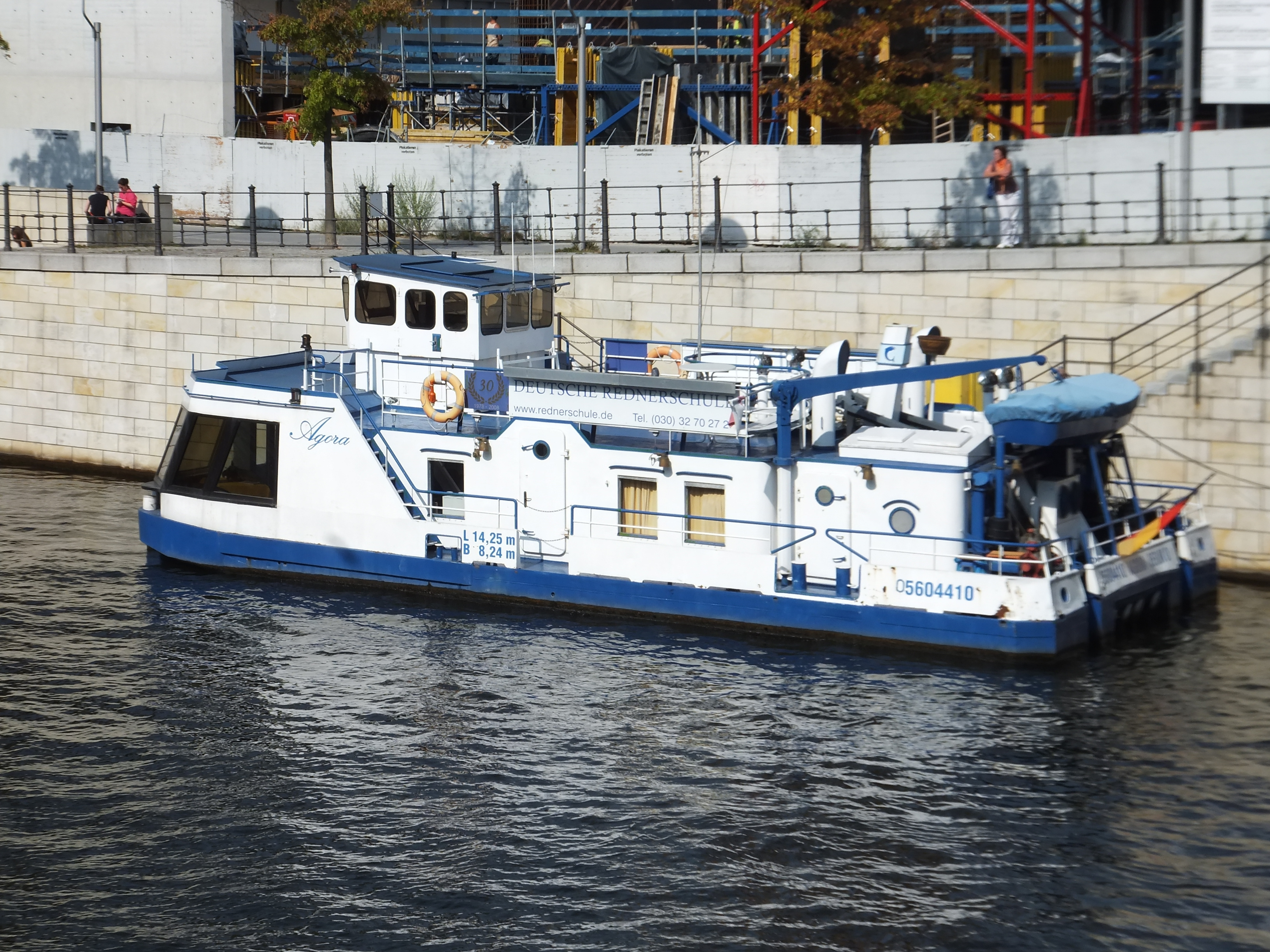
Kanalschubschiff Typ 190 Z (KSS 23)
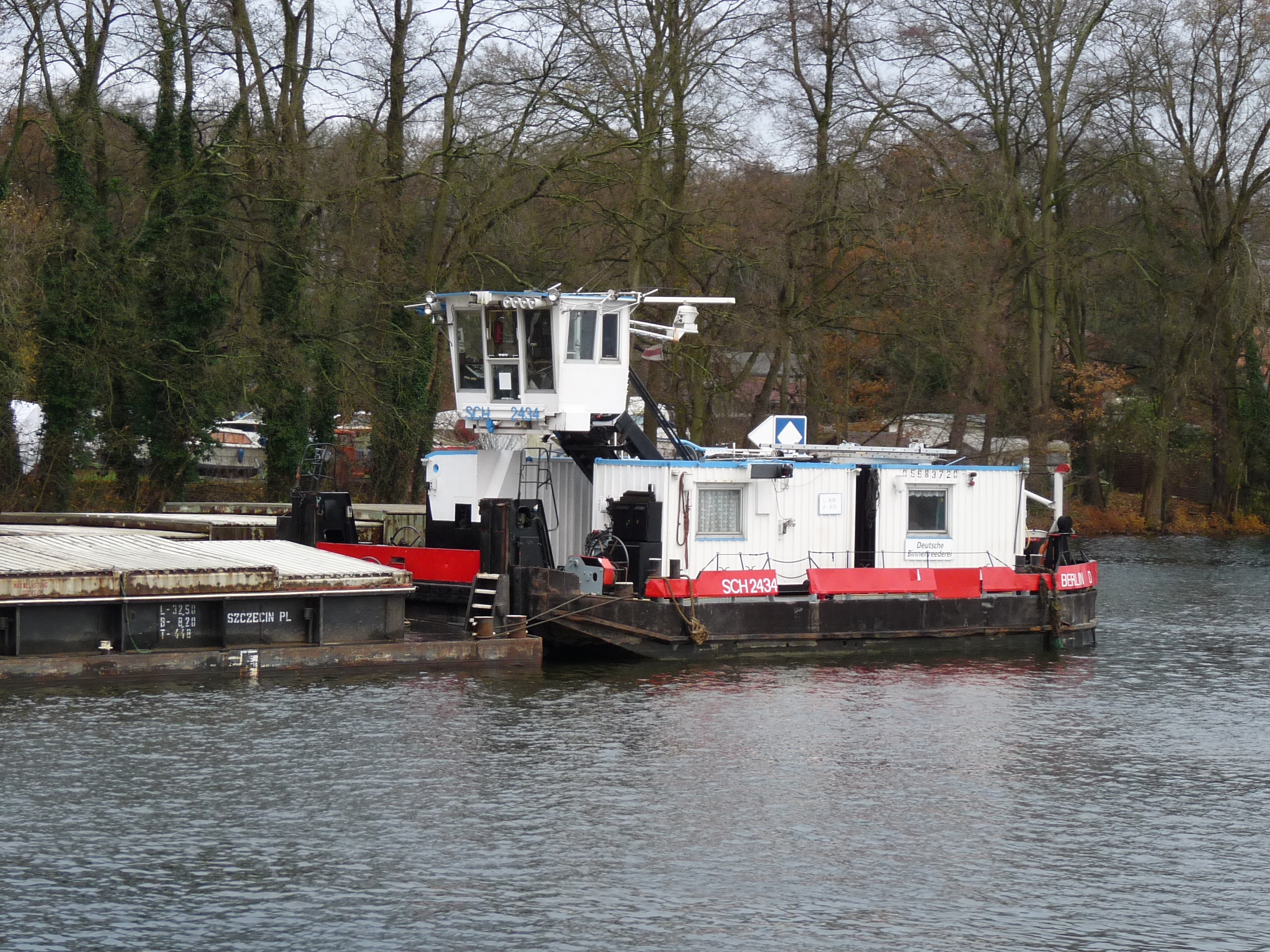
Kanalschubschiff Typ 300 (KSS 24)